# Lemula longipennis
Lemula longipennis là một loài bọ cánh cứng trong họ Cerambycidae.